# Klötze
Klötze település Németországban, azon belül Szász-Anhalt tartományban. Lakosainak száma 9666 fő (2023. december 31.). Klötze Parsau, Brome, Jübar, Oebisfelde-Weferlingen, Gardelegen, Kalbe, Apenburg-Winterfeld és Beetzendorf községekkel határos.

## Népesség
A település népességének változása:
| Lakosok száma | 10 115 | 10 077 | 9680 | 9680 | 9666 |
|               | 2017   | 2019   | 2021 | 2022 | 2023 |

## Híres személyek
- Itt született 1834-ben Adolph Frank német kémikus és mérnök.